# Skräddartjärnen (Säfsnäs socken, Dalarna)
Skräddartjärnen är en sjö i Ludvika kommun i Dalarna och ingår i Norrströms huvudavrinningsområde. Sjön har en area på 0,0571 kvadratkilometer och ligger 313,1 meter över havet.

## Delavrinningsområde
Skräddartjärnen ingår i det delavrinningsområde (667606-143312) som SMHI kallar för Mynnar i Kolbäcksån. Medelhöjden är 357 meter över havet och ytan är 22,87 kvadratkilometer. Det finns ett avrinningsområde uppströms, och räknas det in blir den ackumulerade arean 32,36 kvadratkilometer. Låsån som avvattnar avrinningsområdet har biflödesordning 4, vilket innebär att vattnet flödar genom totalt 4 vattendrag innan det når havet efter 306 kilometer. Avrinningsområdet består mestadels av skog (81 procent). Avrinningsområdet har 0,06 kvadratkilometer vattenytor vilket ger det en sjöprocent på 0,3 procent.